# Pompon

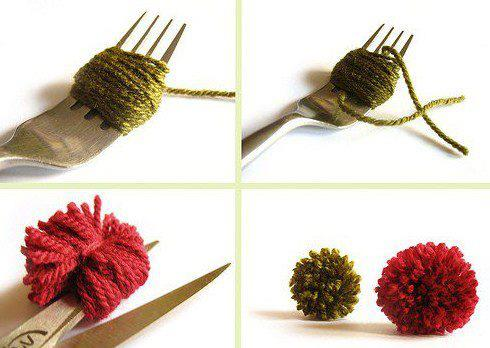
Pompom gemaakt met vork

Een pompon, ook bekend als pompom of pompoen is een balletje stof dat als decoratie wordt gebruikt. Hoewel de meeste pompoms relatief klein zijn, zijn er ook grotere uitvoeringen. Grotere versies, vaak met handvat en van plastic, worden in cheerleading gebruikt.

## Knutselen
Omdat pompoms relatief makkelijk te maken zijn worden ze veel gebruikt in knutselen met kinderen. Pompoms kunnen gemaakt worden door een restje draad een aantal keer om de hand te winden, middenin vast te binden en dan vervolgens de draadjes aan de buitenkant los te knippen. Men kan vervolgens langs de bol gaan met een schaar om deze af te ronden. Door andere voorwerpen te gebruiken om het draad op te winden - vaak kartonnetjes of vorken met lange tanden - kunnen grotere of kleinere pompons gemaakt worden. Er zijn ook hulpmiddelen te koop die de kartonnetjes en andere voorwerpen vervangen.

### Eindproducten
Na het maken van de pompons kunnen deze in onder meer kleding gebruikt worden. Zo zien we vaak dat pompoms aan het einde van een muts worden gebonden. Ook kunnen er speeltjes van de pompom worden gemaakt, zoals wuppies. Een bonnet van een bisschop is voorzien van een paarse pompon.

## Cheerleading

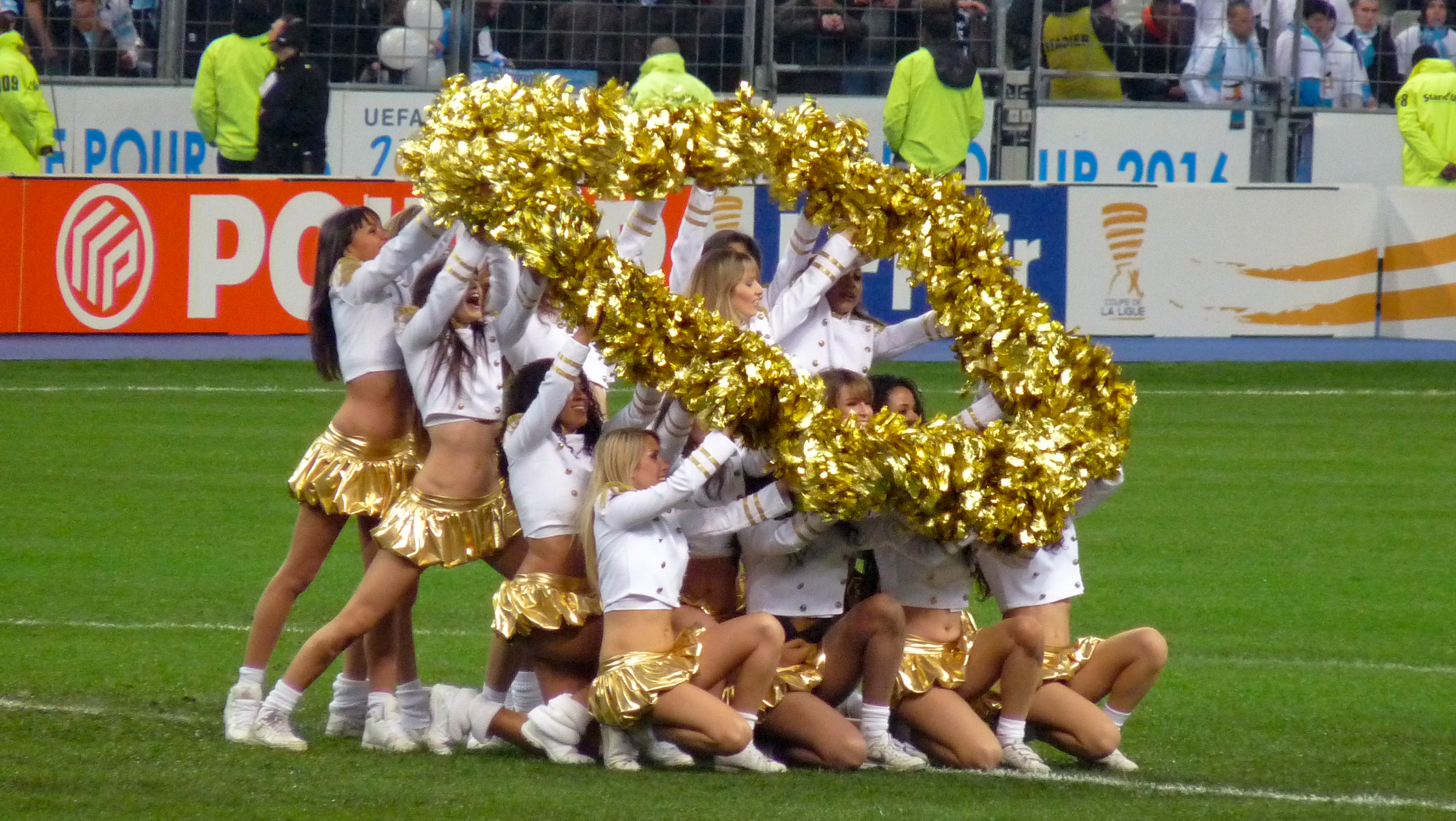
Cheerleaders spellen een O met hun pompoms.

In cheerleading worden ook pompoms gebruikt. Deze zien er ietwat anders uit dan de stoffen pompoms en werden in het verleden uit papier gemaakt en meer recent uit plastic. Veelal hebben deze versies van de pompom een handvat zodat ze goed vast te houden zijn. De cheerleaders houden ze in de hand en schudden er tijdens hun demonstratie mee, zodat de aandacht van het publiek wordt getrokken. Ook kunnen ze het gebruiken om woorden uit te spellen tijdens hun cheer. In cheerleading worden pompoms al sinds de jaren 1930 op deze wijze gebruikt.